# Piotr Gannuszkin

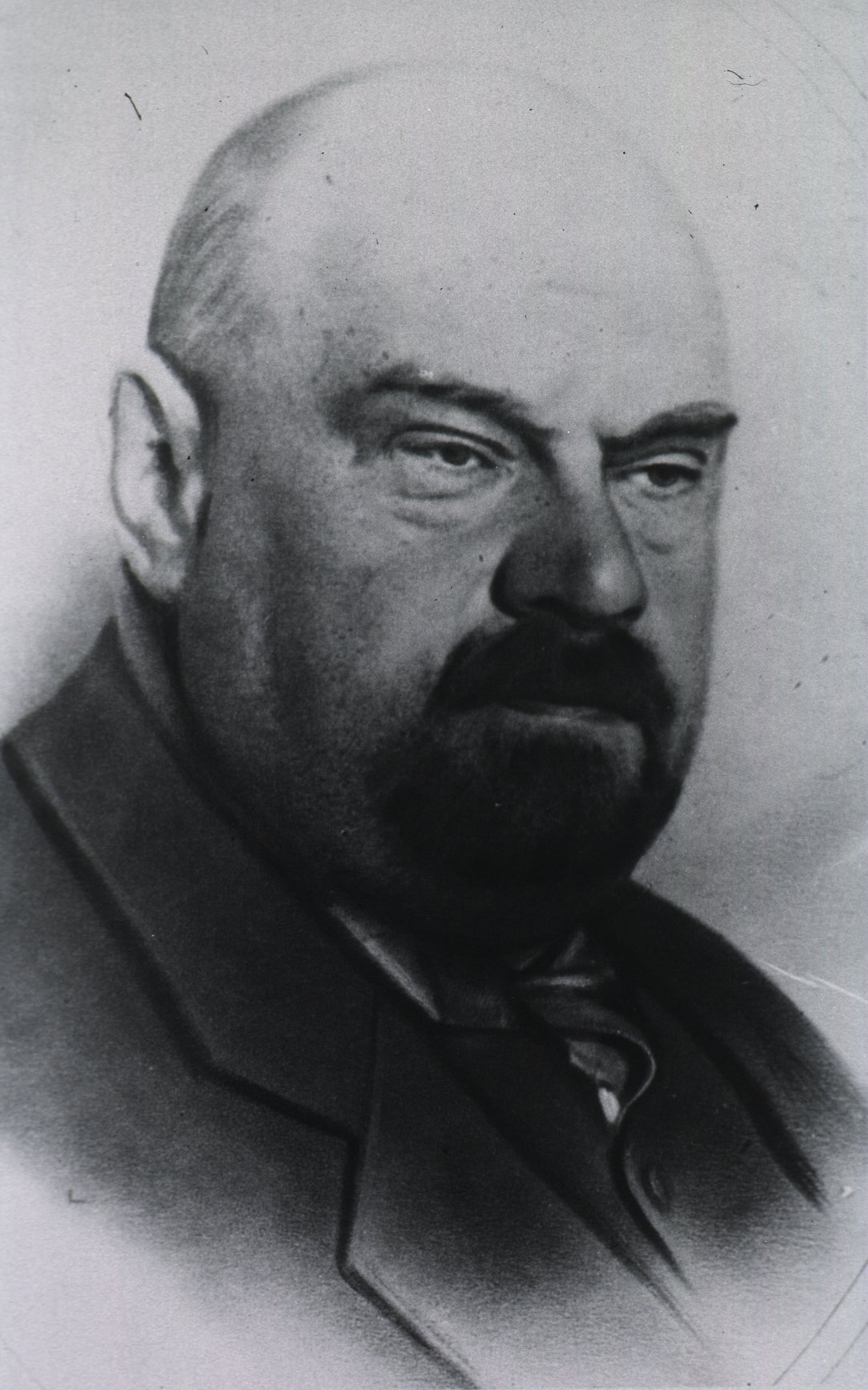
Piotr Gannuszkin

Piotr Borisowicz Gannuszkin (ros. Пётр Борисович Ганнушкин, ur. 24 lutego?/8 marca 1875 w Nowosielkach w prońskim ujeździe, zm. 23 lutego 1933 w Moskwie) – rosyjski lekarz psychiatra, profesor psychiatrii Uniwersytetu Moskiewskiego.

## Życiorys
Był synem lekarza. Uczęszczał do gimnazjum w Riazaniu, od 1893 roku studiował medycynę na Uniwersytecie Moskiewskim. Jego nauczycielami byli m.in. Sieczenow, Czernow, Kożewnikow i Korsakow.
Po studiach był asystentem w klinice psychiatrii Serbskiego, w 1904 roku obronił pracę doktorską i został docentem prywatnym Uniwersytetu Moskiewskiego. Kilkukrotnie (1905, 1906, 1908, 1911) wyjeżdżał za granicę, uzupełniając studia m.in. u Kraepelina w Monachium i Magnana w Paryżu. W 1911 roku odszedł z uczelni w proteście przeciwko polityce ministra Kasso. W 1918 roku został profesorem psychiatrii Uniwersytetu Moskiewskiego. Jego uczniami byli m.in. Dietiengof, Żislin, Mołochow, Frumkin, Kierbikow, Edelstein i Fridman.
W 1907 roku założył czasopismo „Sowriemiennaja psichiatria” (wydawane do 1917).
Zmarł 23 lutego 1933 roku, został pochowany na Cmentarzu Nowodziewiczym w Moskwie. Jego mózg zbadano w Moskiewskim Instytucie Badań Mózgu; ważył 1495 g. Imieniem Gannuszkina nazwano szpital psychiatryczny w Moskwie.

## Dorobek naukowy
Dysertacja doktorska Gannuszkina dotyczyła ostrej paranoi. Późniejsze jego zainteresowania dotyczyły zaburzeń osobowości i nerwic, tzw. „małej psychiatrii”. W monografii wydanej w 1931 roku przedstawił oryginalną klasyfikację zaburzeń osobowości.

## Wybrane prace
- К учению о мании. Москва: тип. А.И. Мамонтова, ценз. 1902
- Острая параноя (Paranoia acuta): Клин. сторона вопроса: Дис. на степ. д-ра мед. Москва: тип. Г. Лисснера и А. Гешеля, 1904
- Резонирующее помешательство и резонерство. 1905
- Психастенический характер. 1907
- Постановка вопроса о шизофренической конституции. Москва: тип. Штаба Моск. воен. окр., 1914
- Об эпилептоидном типе реакции. 1927
- Клиника психопатий, их статика, динамика, систематика, 1933
- Избранные труды. Москва: Медицина, 1964